# 9654 Seitennokai
9654 Seitennokai este o planetă minoră (asteroid), cu un diametru de 2,392 km, din centura de asteroizi. A fost descoperită pe 13 ianuarie 1996 la Observatorul Ōizumi de Takao Kobayashi. 
Obiectul prezintă o orbită caracterizată de o semiaxă mare de 2,3430437 UAi, o excentricitate de 0,17, o înclinație de 1,12602 ° în raport cu ecliptica.